# تريفور هولمز
تريفور هولمز (16 نوفمبر 1939 - ) (بالإنجليزية: Trevor Holmes)‏ هو لاعب كريكت بريطاني.